# Massive open online course
Een massive open online course (MOOC) is een cursus, ingericht op massale deelname, waarbij het cursusmateriaal wordt verspreid over het web en de deelnemers dus niet aan een locatie gebonden zijn. Naast traditionele studiematerialen, zoals tekst, video's en cases biedt deze vorm van onderwijs ook de mogelijkheid tot digitale interactie tussen studenten, docenten en assistenten, door middel van discussieplatforms. De cursus is geen bijeenkomst maar eerder een manier van aansluiten van gedistribueerde docenten en leerlingen over een gemeenschappelijk onderwerp of in het veld van de cursus.
Als nieuwe vorm van afstandsonderwijs wordt verwacht dat de opkomst van MOOCs een belangrijke druk zal uitoefenen op het businessmodel van traditionele universiteiten. cMOOC is de duiding voor connectivist MOOCs die gebaseerd zijn op de connectivisme theorie van leren waarbij de netwerken informeel worden ontwikkeld, deze vorm van E-learning maakt vaak gebruik van op opensourcesoftware gebaseerde elektronische leeromgevingen. xMOOCs hebben een gedragsmatige aanpak en zijn meestal de online versie van traditionele leer methodieken.

## Geschiedenis
De eerste MOOC was de CCK08 in 2008 van George Siemens en Stephen Downes. David Wiley's Introduction to Open Education cursus kan men zien als voorloper van de MOOCs.
Voortvloeiend uit OpenCourseWare en initiatieven zoals het Open Learning Initiative deden in de herfst van 2011 160.000 studenten in 190 landen mee aan de massive open online course kunstmatige intelligentie van Stanford. In de daarop volgende maanden werden MITx, edX, Harvardx, Coursera en Udacity opgericht. Waaraan in 2012 het Engelse FutureLearn is toegevoegd door de Open University.
Uit een onderzoek in 2013 blijkt dat wereldwijd 80 procent van de MOOC-studenten uit de rijkste en best opgeleide 6 procent van de bevolking komt. De MOOC-providers proberen op verschillende manieren om het aanbod toegankelijker te maken voor een groter deel van de bevolking.
Voor instructie maken MOOC's veel gebruik van videocontent. Volgens een onderzoek naar het gebruik van video-inhoud is er een leemte in de voorkeur van studenten voor video-inhoud op basis van studentenkenmerken en het soort vaardigheden dat wordt aangeleerd. Als gevolg hiervan zal een one-size-fits-all-aanpak voor alle cursussen slechts enkele studenten ten goede komen, terwijl het ten minste de helft van hen irriteert.

## Cursus Nederlands voor beginners
Op de Engelse MOOC website van futurelearn worden gratis online cursussen aangeboden van gerenommeerde universiteiten en culturele instellingen. Vanaf maart 2015 wordt een cursus aangeboden om in drie weken op basisniveau Nederlands te leren. Deze cursus is ontwikkeld door het Talencentrum van de Rijksuniversiteit Groningen.